# ロゼッタ (企業)
株式会社ロゼッタは、東京都千代田区に本社を置く自動翻訳の開発および販売を行う会社である。持株会社の株式会社メタリアルが東京証券取引所グロース市場に上場している。

## 沿革
- 2000年1月 株式会社ノヴァにおいて社内ベンチャーとして株式会社グローヴァが設立される[1]
- 2004年 - 有限会社Pearly Gatesを株式会社化し商号変更する形で、株式会社ロゼッタを設立。株式会社グローヴァおよび株式会社海外放送センターを株式会社ノヴァより買収。翻訳支援ツールTraToolをリリース
- 2006年 - 自動翻訳「熟考」リリース
- 2012年 - 翻訳メモリを搭載した自動翻訳「熟考Z」をリリース
- 2015年 - 東京証券取引所マザーズに上場[2]
- 2017年 - 『T-4OO(Translation for Onsha Only)』サービス開始
- 2021年 - 株式会社メタリアルに商号変更。事業分割準備会社「株式会社ロゼッタMT」が「株式会社ロゼッタ」に商号変更[3]
- 2022年 - 証券取引等監視委員会は、有価証券報告書に利益の過大計上など虚偽の記載があったとして、金融商品取引法違反の疑いで、メタリアルに課徴金約2億8300万円を納付させるよう金融庁に勧告した[4]。
- 2022年4月4日 - 東京証券取引所グロースへ移行